# Стукалін Борис Іванович
Борис Іванович Стукалін (4 травня 1923, село Чуповка Кірсановського повіту Тамбовської губернії, тепер Гавриловського району Тамбовської області, Російська Федерація — 28 липня 2004, місто Москва, Російська Федерація) — радянський державний діяч, голова Комітету з друку при РМ СРСР, голова Державного комітету СРСР у справах видавництв, поліграфії і книжкової торгівлі, завідувач відділу пропаганди і агітації ЦК КПРС, надзвичайний і повноважний посол СРСР в Угорській Народній Республіці. Член ЦК КПРС у 1976—1990 роках. Депутат Верховної Ради СРСР 8—11-го скликань.

## Життєпис
Народився в селянській родині. У 1938—1940 роках навчався в політпросвітшколі міста Острогозька Воронезької області.
У березні 1940 — вересні 1941 року — літературний співробітник Острогозької районної газети «Новая жизнь» Воронезької області.
У 1941—1946 роках — у Червоній армії, учасник німецько-радянської війни. З вересня 1941 по січень 1942 року — курсант військової школи радіоспеціалістів у Воронежі, а потім в Новосибірську. З січня 1942 року —  радіомайстер військового складу № 619 в Москві, потім майстерні зв'язку 10-ї армії Західного фронту, молодший сержант. З квітня 1944 року — радіомайстер фронтового складу № 748 (2-й Білоруський фронт, Північна група військ).
Член ВКП(б) з 1943 року.
У липні 1946 — грудні 1948 року — пропагандист Острогозького районного комітету ВКП(б) Воронезької області.
У грудні 1948 — березні 1952 року — редактор декількох районних газет Воронезької області, кореспондент воронезької обласної газети «Коммуна».
У 1950 році закінчив заочно Воронезький педагогічний інститут, вчитель історії.
У березні 1952 — вересні 1960 року — редактор воронезької обласної комсомольської газети «Молодой коммунар», редактор воронезької обласної газети «Коммуна».
У вересні 1960 — квітні 1961 року — інструктор, у квітні 1961 — серпні 1963 року — завідувач сектора друку, радіо і телебачення відділу пропаганди і агітації ЦК КПРС по РРФСР.
27 серпня 1963 — грудень 1965 року — голова Державного комітету Ради міністрів Російської РФСР з друку.
У грудні 1965 — липні 1970 року — заступник, 1-й заступник головного редактора газети «Правда».
У липні 1970 — 1 серпня 1972 року — голова Комітету з друку при РМ СРСР.
1 серпня 1972 — 5 липня 1978 року — голова Державного комітету РМ СРСР у справах видавництв, поліграфії і книжкової торгівлі. 5 липня 1978 — 6 грудня 1982 року — голова Державного комітету СРСР у справах видавництв, поліграфії і книжкової торгівлі.
У грудні 1982 — 5 липня 1985 року — завідувач відділу пропаганди і агітації ЦК КПРС.
19 липня 1985 — 8 червня 1990 року — надзвичайний і повноважний посол СРСР в Угорській Народній Республіці.
З червня 1990 року — персональний пенсіонер союзного значення в Москві.
Помер 28 липня 2004 року в Москві. Похований на Преображенському цвинтарі Москви.

## Нагороди і звання
- два ордени Леніна
- орден Вітчизняної війни ІІ ст.
- орден Трудового Червоного Прапора
- орден «Знак Пошани»
- орден Дружби народів
- орден Георгія Димитрова (Болгарія)
- орден «За заслуги» (Польща)
- медалі
- надзвичайний і повноважний посол СРСР